# Chelonus albofasciatus
Chelonus albofasciatus är en stekelart som beskrevs av Motschoulsky 1863. Chelonus albofasciatus ingår i släktet Chelonus och familjen bracksteklar. Inga underarter finns listade i Catalogue of Life.